# بخش پیس (شهرستان بلمونت، اوهایو)
بخش پیس (به انگلیسی: Pease Township) یک منطقهٔ مسکونی در ایالات متحده آمریکا است که در شهرستان بلمون، اوهایو واقع شده‌است.
 بخش پیس ۷۴٫۳ کیلومتر مربع مساحت و ۱۴٬۳۰۹ نفر جمعیت دارد و ۳۹۲ متر بالاتر از سطح دریا واقع شده‌است.